# Oreortyx pictus
El colín serrano o codorniz picta (Oreortyx pictus) es una especie de ave galliforme de la familia Odontophoridae que vive en Norteamérica. Es el único representante del género monotípico Oreortyx, y en ocasiones suele ser incluida dentro del género Callipepla.

## Distribución

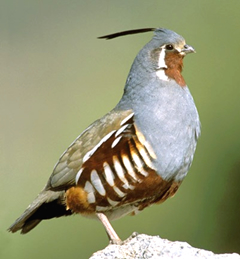
Oreortyx pictus

Es un ave norteamericana de suelo  que habita en vegetación de chaparral, bosques de coníferas y bosques de pino y encino al oeste de las Montañas Rocosas, en Estados Unidos (desde el norte de Washington hasta el sur de California), y en el extremo norte de la península de Baja California, México (Sierra de San Pedro Mártir y Sierra de Juárez). Ha sido introducida en la Columbia Británica, Canadá.

## Características

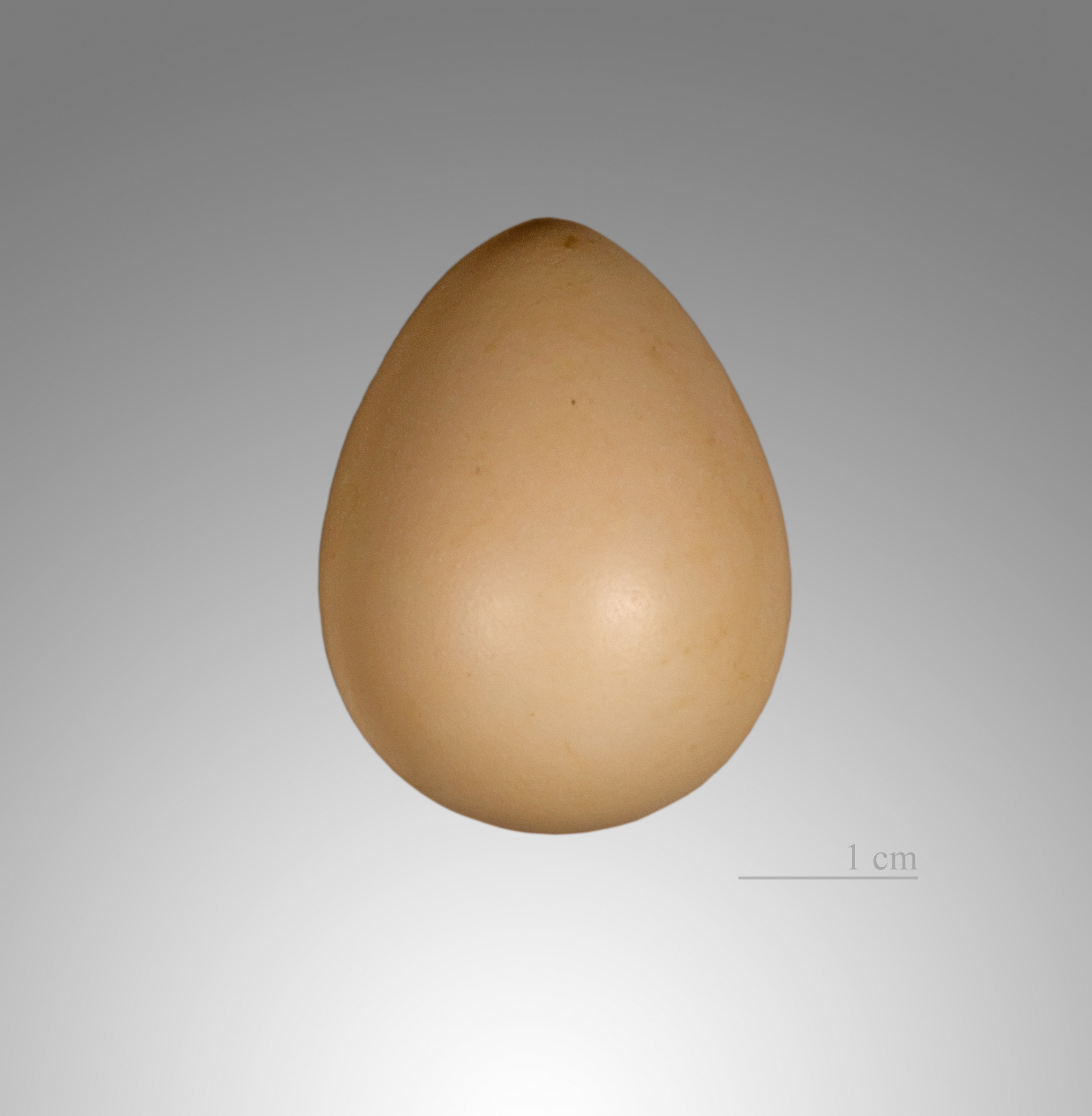
Huevo de Oreortyx pictus

Mide 26-28 cm. con una envergadura de 35-40 cm. Tienen unas alas proporcionalmente cortas, redondeadas, y patas largas y sin plumas. 
El macho es de color gris azuloso y pardo, con plúmula en la cabeza, lo que la asemeja un poco a la codorniz de California (Callipepla californica) y a la codorniz de Gambel (Callipepla gambelii). Se distingue claramente por su cresta gris y la plúmula muy larga y recta. La garganta es de color marrón oscuro delimitada por una franja blanca. Las plumas de la base del pico son también blancas. Los costados tienen un patrón característico de color marrón y blanco, y la espalda es pardo claro.
La hembra es similar al macho, pero de color deslavado y con la plúmula de menor tamaño.
El colín de montaña se desplaza principalmente andando, y puede hacerlo con sorprendente rapidez a través de arbustos y matorrales. Al final del verano, otoño e invierno, loa adultos e inmaduros se juntan en grupos familiares de hasta 20 aves. Sus hábitos son reservados. El vuelo es normalmente corto y ruidoso, con rápidos aleteos seguidos de un corto planeo sobre el suelo.

## Subespecies
Se conocen seis subespecies de Oreortyx pictus:
- Oreortyx pictus pictus - Cascadas de Washington a las montañas costeras de California
- Oreortyx pictus plumifera - S Washington a W Nevada y California central
- Oreortyx pictus russelli - S California (Mt. Little San Bernardino)
- Oreortyx pictus palmeri - S Washington a California central (NW Condado de San Luis Obispo)
- Oreortyx pictus eremophilus - Sierra Nevada del S de California al N Baja California, extremo SW Nevada
- Oreortyx pictus confinis - Mts. del N Baja California (Sierra Juárez y San Pedro Mártir)